# Aleksandrów (gmina Łuków)
Aleksandrów – wieś w Polsce położona w województwie lubelskim, w powiecie łukowskim, w gminie Łuków.
| SIMC    | Nazwa                | Rodzaj  |
| ------- | -------------------- | ------- |
| 0679339 | Krężnica             | kolonia |
| 0679902 | Łazy-Kolonia Trzecia | kolonia |

W latach 1975–1998 miejscowość należała administracyjnie do województwa siedleckiego.
Wieś stanowi sołectwo w gminie Łuków. Według Narodowego Spisu Powszechnego z roku 2011 wieś liczyła 495 mieszkańców.
Wierni Kościoła rzymskokatolickiego należą do parafii Podwyższenia Krzyża Świętego w Łukowie.
We wsi ma siedzibę klub sportowy Olimp Aleksandrów, założony w 2009 roku.
Od 28 czerwca 2024 roku funkcjonuje przystanek kolejowy Aleksandrów na przechodzącej przez miejscowość linii kolejowej nr 30 Łuków – Lublin.